# Argulus
Argulus är ett släkte av kräftdjur som beskrevs av Müller 1785. Argulus ingår i familjen karplöss.
Argulus är enda släktet i familjen karplöss.

## Dottertaxa tillArgulus, i alfabetisk ordning[1][2]
- Argulus alosae
- Argulus americanus
- Argulus appendiculosus
- Argulus bicolor
- Argulus borealis
- Argulus canadensis
- Argulus catostomi
- Argulus chesapeakensis
- Argulus coregoni
- Argulus diversus
- Argulus flavescens
- Argulus floridensis
- Argulus foliaceus
- Argulus funduli
- Argulus fuscus
- Argulus intectus
- Argulus japonicus
- Argulus laticauda
- Argulus latus
- Argulus lepidostei
- Argulus longicaudatus
- Argulus maculosus
- Argulus meehani
- Argulus megalops
- Argulus melanostictus
- Argulus mississippiensis
- Argulus nobilis
- Argulus piperatus
- Argulus pugettensis
- Argulus rotundus
- Argulus stizostethii
- Argulus varians
- Argulus versicolor